# Chủ nghĩa nữ quyền

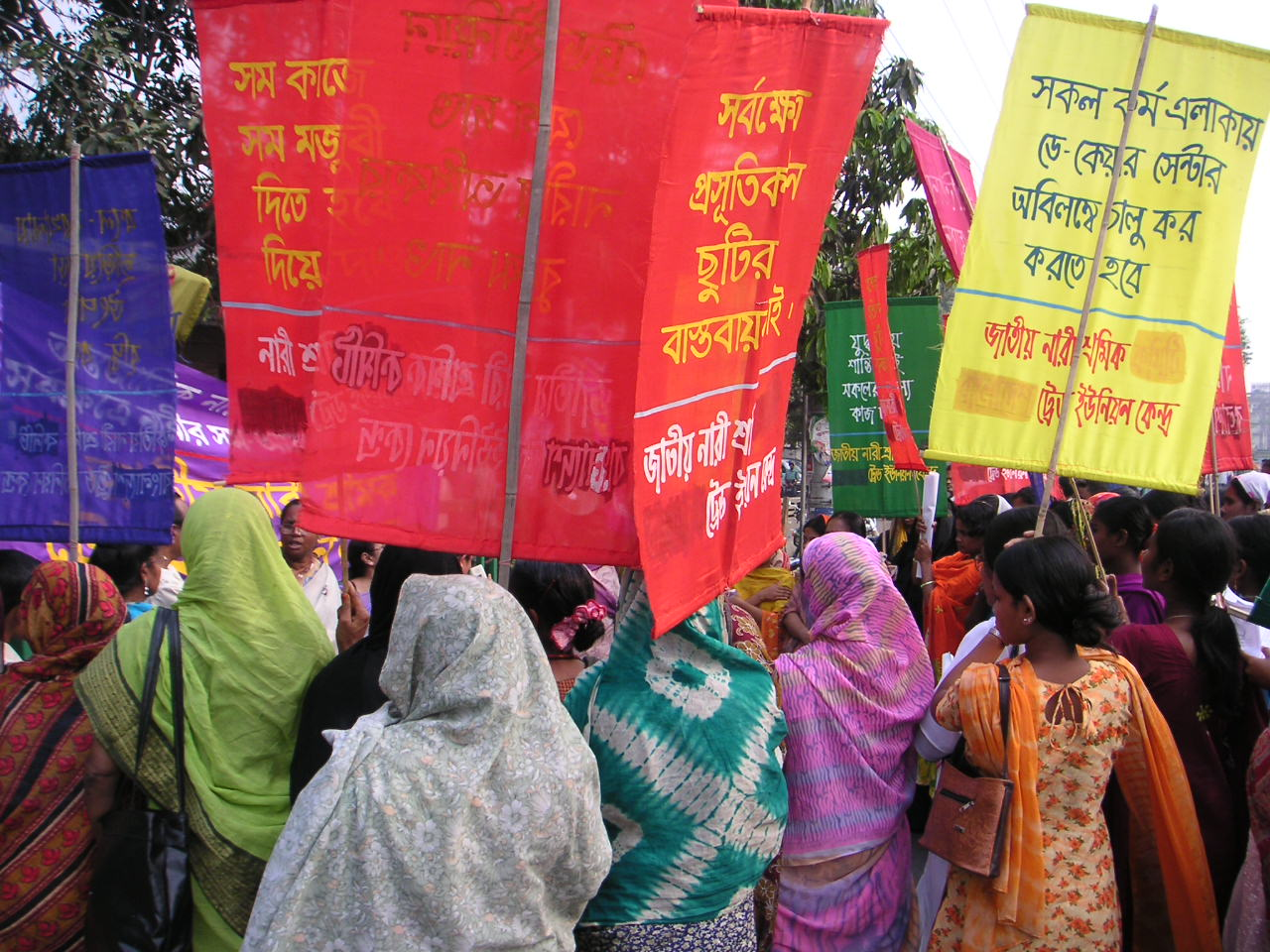
Ngày Quốc tế Phụ nữ diễn ra tại Dhaka, Bangladesh, tổ chức bởi Trung ương Hội Liên hiệp Công nhân nữ quốc gia (National Women Workers Trade Union Centre) vào ngày 8 tháng 3 năm 2005.

Chủ nghĩa nữ quyền hay nữ quyền luận là một loạt các phong trào và hệ tư tưởng chính trị-xã hội hướng đến việc xác lập sự bình đẳng giới trong tất cả các lĩnh vực của đời sống chính trị, kinh tế, cá nhân và xã hội. Những người theo chủ nghĩa nữ quyền cho rằng xã hội thiên vị quan điểm của nam giới hơn nữ giới, và do vậy phụ nữ thường không được đối xử công bằng trong các xã hội đó. Những nỗ lực nhằm thay đổi tình trạng này bao gồm đấu tranh chống lại các định kiến giới tính, cũng như thiết lập các cơ hội giáo dục, cơ hội nghề nghiệp và cơ hội giao tiếp cho nữ giới bình đẳng với nam giới.
Các phong trào chủ nghĩa nữ quyền đã và đang vận động sự ủng hộ các quyền phụ nữ, bao gồm quyền bầu cử, quyền ứng cử, quyền làm việc, quyền hưởng lương công bằng, quyền sở hữu tài sản, quyền được giáo dục, quyền thỏa thuận hợp đồng, quyền bình đẳng trong hôn nhân, và quyền nghỉ thai sản. Các nhà nữ quyền vẫn đang nỗ lực đảm bảo cho phụ nữ có quyền được sử dụng thuốc tránh thai, quyền phá thai hợp pháp, và sự hòa hợp xã hội, cũng như nhằm bảo vệ phụ nữ và trẻ em gái khỏi các tệ nạn như hiếp dâm, quấy rối tình dục, và bạo hành gia đình. Ngoài ra, sự thay đổi trong tiêu chuẩn ăn mặc của phụ nữ và các hoạt động thể chất được phép của nữ giới cũng là những mối quan tâm lớn của phong trào nữ quyền.
Một số học giả coi các chiến dịch nữ quyền là lực lượng chính đằng sau những thay đổi xã hội lớn lao trong lịch sử quyền phụ nữ, đặc biệt là ở phương Tây, nơi chúng được công nhận rộng rãi là nguyên nhân giúp phụ nữ giành được quyền bầu cử, ngôn ngữ trung lập về giống, quyền sinh sản (bao gồm cả các biện pháp tránh thai và phá thai), quyền giao kết hợp đồng và quyền sở hữu tài sản.  Chủ nghĩa nữ quyền từ xưa đến nay hầu như chỉ tập trung vào quyền của phụ nữ, song một số nhà nữ quyền lại cho rằng mục đích của chủ nghĩa nữ quyền cũng bao gồm cả việc giải phóng nam giới, bởi lẽ theo họ thì nam giới cũng chịu tổn hại bởi các vai trò giới tính truyền thống. Lý thuyết nữ quyền, vốn phát sinh từ các phong trào nữ quyền, được sáng lập với mục đích tìm hiểu bản chất sự bất bình đẳng giới thông qua các phân tích về vai trò xã hội và kinh nghiệm sống của phụ nữ; công việc của một nhà lý thuyết nữ quyền, do vậy, là phát triển các học thuyết liên ngành nhằm đưa ra câu trả lời cho các vấn đề liên quan đến giới tính.
Nhiều phong trào và hệ tư tưởng nữ quyền đã phát triển trong những năm qua, đại diện cho các quan điểm và mục tiêu chính trị khác nhau. Theo truyền thống, kể từ thế kỷ 19, làn sóng nữ quyền tự do đầu tiên tìm kiếm sự bình đẳng về chính trị và pháp lý thông qua các cải cách trong khuôn khổ dân chủ tự do, tương phản với các phong trào phụ nữ vô sản dựa trên lao động mà theo thời gian đã phát triển thành chủ nghĩa nữ quyền xã hội chủ nghĩa và chủ nghĩa Mác dựa trên lý thuyết đấu tranh giai cấp. Kể từ những năm 1960, cả hai truyền thống này cũng tương phản với chủ nghĩa nữ quyền cấp tiến phát sinh từ cánh cấp tiến của chủ nghĩa nữ quyền làn sóng thứ hai và chủ nghĩa đó kêu gọi sắp xếp lại xã hội một cách triệt để để loại bỏ quyền tối cao của nam giới; cùng với nhau chủ nghĩa nữ quyền tự do (liberal), xã hội chủ nghĩa và cấp tiến đôi khi được gọi là trường phái tư tưởng nữ quyền "Big Three".
Kể từ cuối thế kỷ 20, nhiều hình thức nữ quyền mới hơn đã xuất hiện. Một số hình thức đã bị chỉ trích là chỉ tính đến quan điểm của người da trắng, tầng lớp trung lưu, người có trình độ đại học, người dị tính hoặc người chuyển giới. Những lời chỉ trích này đã dẫn đến việc tạo ra các hình thức nữ quyền cụ thể về mặt sắc tộc hoặc đa văn hóa, chẳng hạn như nữ quyền da đen và nữ quyền giao thoa. Một số nhà nữ quyền đã lập luận rằng chủ nghĩa nữ quyền thường thúc đẩy sự bất hạnh và nâng cao lợi ích của phụ nữ lên trên nam giới, đồng thời chỉ trích các quan điểm nữ quyền cấp tiến là có hại cho cả nam và nữ.

## Lịch sử

### Thuật ngữ
Mary Wollstonecraft được công nhận rộng rãi là người sáng lập chủ nghĩa nữ quyền thông qua danh tác A Vindication of the Rights of Woman (1792). Charles Fourier, một trong những đại biểu nổi bật nhất của trào lưu chủ nghĩa xã hội không tưởng tại Pháp, là người đề xướng thuật ngữ "féminisme" vào năm 1837. Từ "féminisme" ("chủ nghĩa nữ quyền") và "féministe" ("nhà nữ quyền") xuất hiện lần đầu trong diễn ngôn tại Pháp và Hà Lan vào năm 1872, Vương quốc Anh vào khoảng những năm 1890, và Hoa Kỳ vào năm 1910. Các phong trào nữ quyền trong từng hoàn cảnh lịch sử, văn hóa và quốc gia riêng biệt phát sinh từ nhiều nguyên nhân khác nhau và hướng tới nhiều mục đích khác nhau. Hầu hết giới sử học nữ quyền cho hay, tất cả các cuộc đấu tranh đòi quyền lợi cho phụ nữ trong lịch sử đều có thể được quy thành phong trào nữ quyền, ngay cả khi những sự biến ấy không tự xưng là vì nữ quyền. Tuy vậy, cũng có một bộ phận các sử gia cho rằng chỉ những phong trào đòi quyền lợi cho phụ nữ đương đại mới xứng đáng được gọi là phong trào nữ quyền; thay vào đó, họ gọi những phong trào có chút ít dáng dấp nữ quyền trong quá khứ là những phong trào "nữ quyền ban sơ" ("protofeminist").

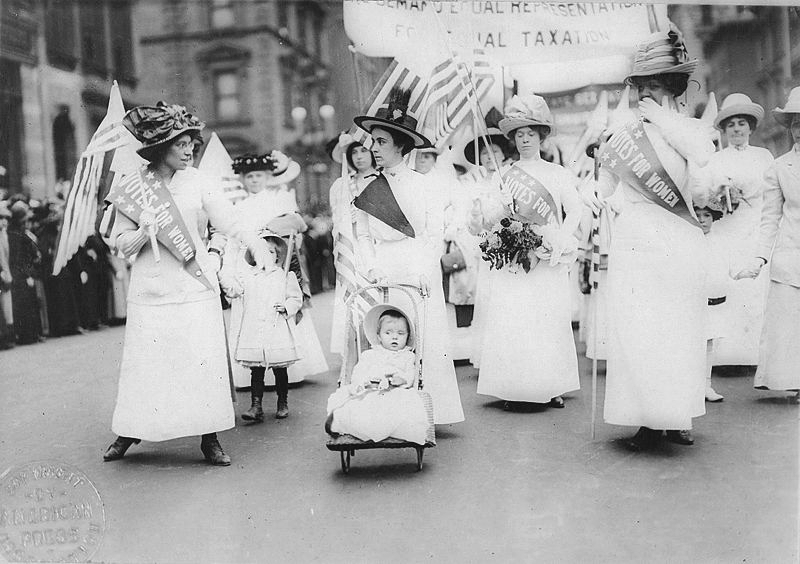
Tuần hành ủng hộ quyền bầu cử của phụ nữ, Thành phố New York, năm 1912
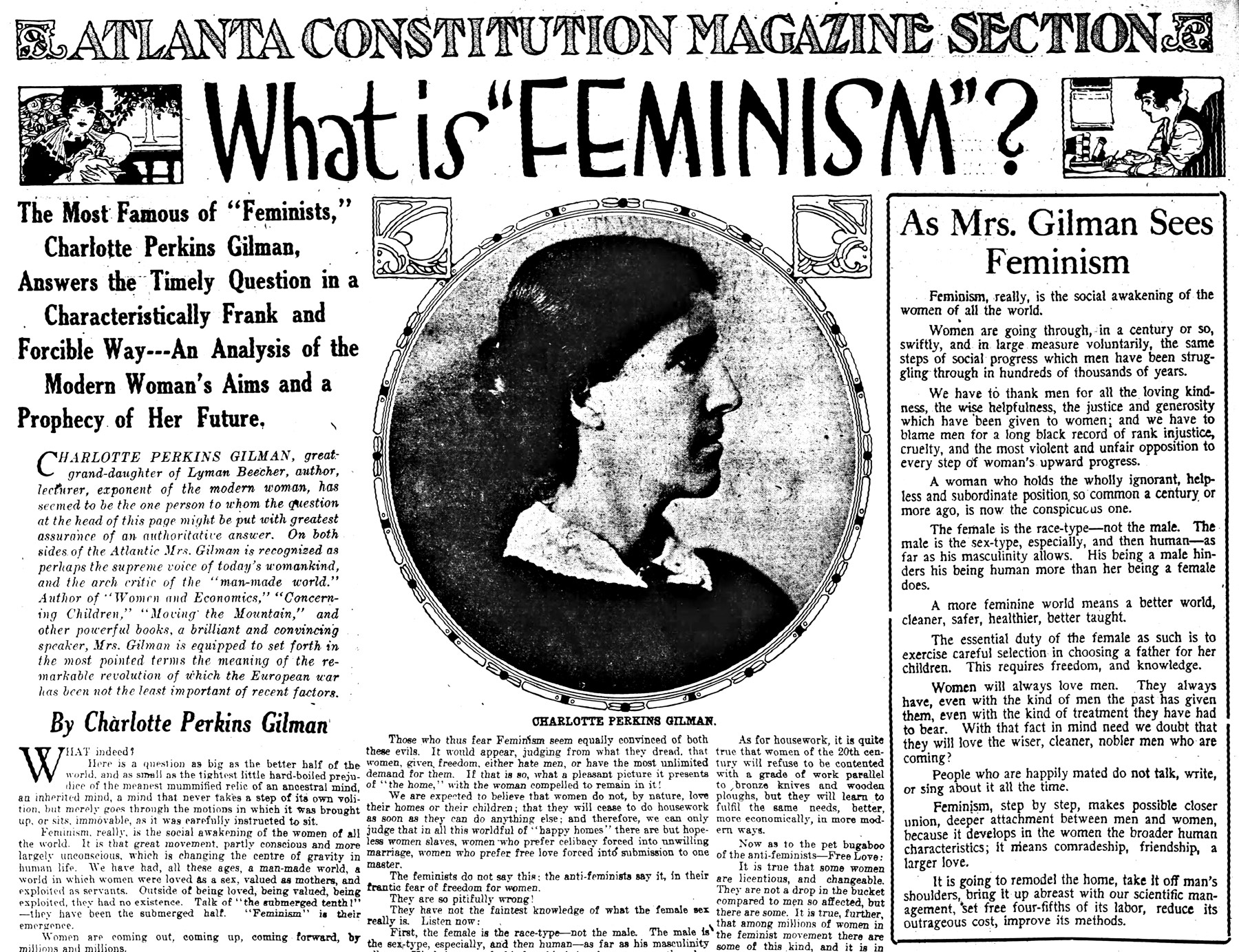
Bài báo "Nữ quyền là gì?" của Charlotte Perkins Gilman, đăng trên tờ Atlanta Constitution, ngày 10 tháng 12 năm 1916.
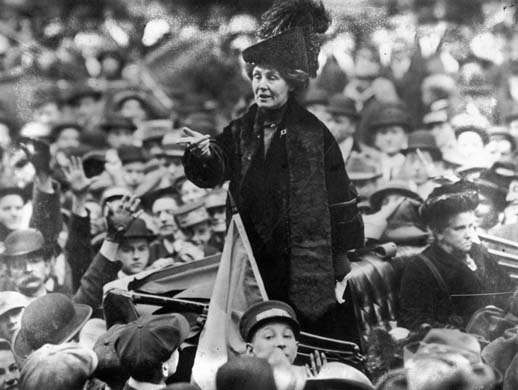
Nhà hoạt động nữ quyền Emmeline Pankhurst phát biểu trước đông đảo công chúng Thành phố New York vào năm 1913.
Tại Hà Lan, Wilhelmina Drucker (1847–1925) đã kiên cường đấu tranh và giành được quyền bình đẳng cũng như quyền bầu cử cho phụ nữ thông qua nhiều tổ chức mà bà sáng lập.
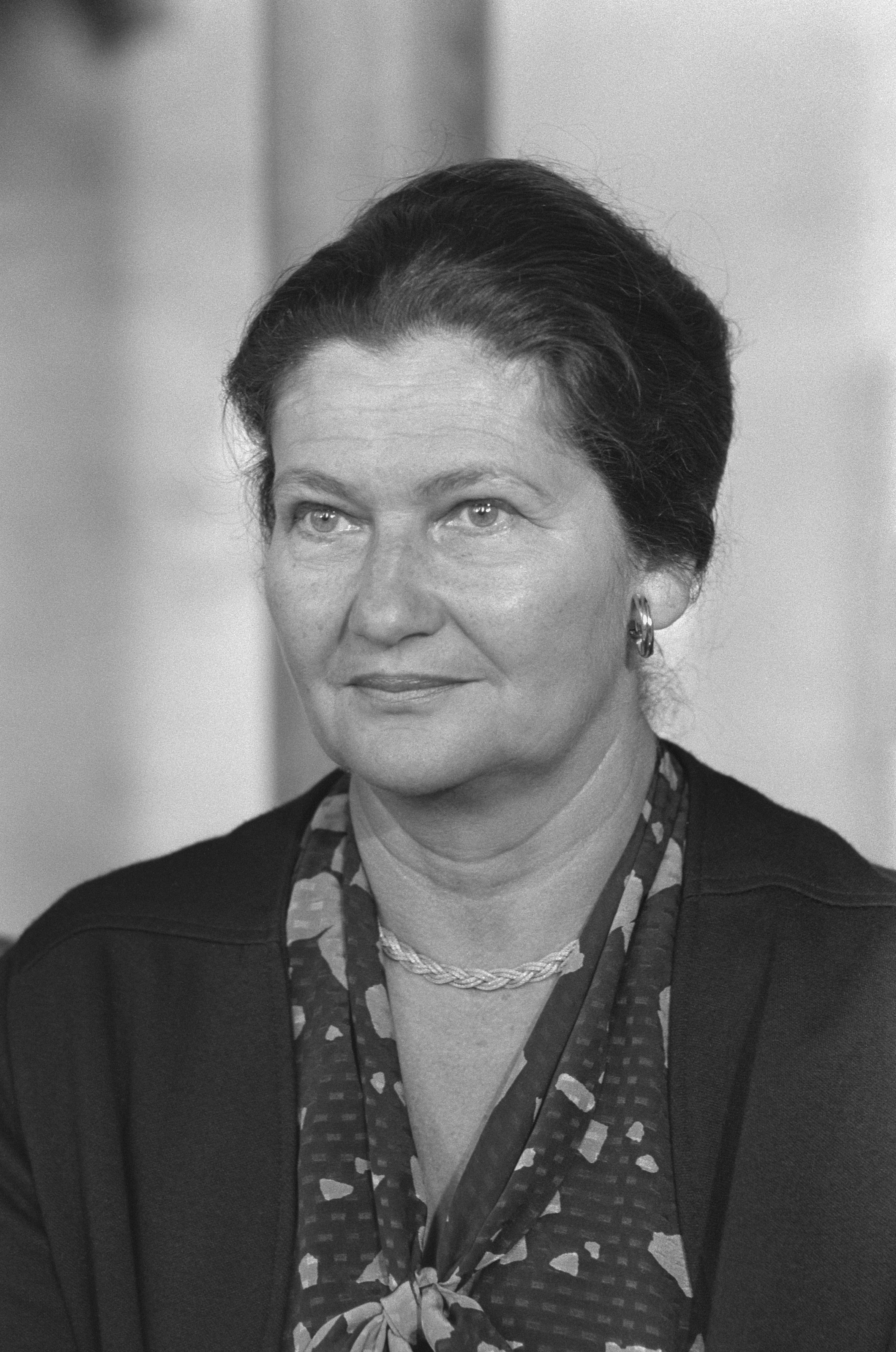
Simone Veil (1927–2017), cựu Bộ trưởng Y tế Pháp (1974–79), ủng hộ việc phổ biến thuốc tránh thai và hợp pháp hóa việc phá thai (1974–75) – thành tựu khổ công nhất của cuộc đời bà.
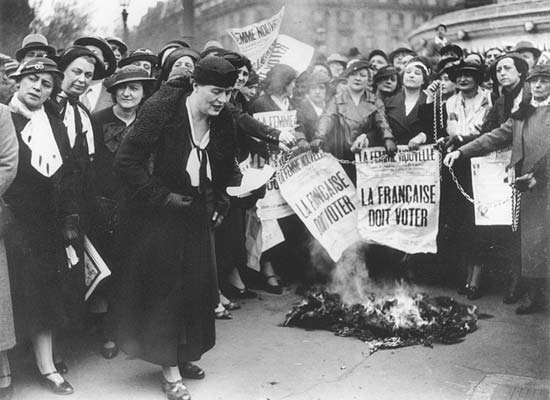
Louise Weiss và nhiều nhà hoạt động nữ quyền biểu tình trên đường phố Paris vào năm 1935. Nhan đề của các tờ báo viết "Phụ nữ Pháp phải bầu cử".

### Các làn sóng
Lịch sử phong trào nữ quyền phương Tây hiện đại có thể được chia thành bốn "làn sóng".
Làn sóng đầu tiên bao gồm các phong trào thúc đẩy quyền bầu cử của phụ nữ trong thế kỷ 19 và đầu thế kỷ 20. Làn sóng thứ hai khởi đầu vào những năm 1960, còn gọi là phong trào giải phóng phụ nữ, vận động ủng hộ quyền bình đẳng về luật pháp và xã hội của phụ nữ. Khoảng năm 1992, làn sóng thứ ba xuất hiện, tập trung vào quyền lợi cá nhân và tính đa dạng. Ngoài ra, một số người cho rằng tồn tại cái gọi là làn sóng thứ tư, bắt đầu từ khoảng năm 2012, đặc trưng với việc sử dụng mạng xã hội nhằm phản đối các vụ quấy rối tình dục, bạo lực đối với phụ nữ và văn hóa hiếp dâm; nổi tiếng nhất với phong trào Me Too.

### Thế kỷ 19 và đầu thế kỷ 20
Làn sóng nữ quyền đầu tiên là một giai đoạn hoạt động trong thế kỷ 19 và đầu thế kỷ 20. Ở Anh và Mỹ, nó tập trung vào việc thúc đẩy sự bình đẳng trong hợp đồng, hôn nhân, nuôi dạy con cái và quyền tài sản cho phụ nữ. Luật mới bao gồm Đạo luật Giám hộ Trẻ sơ sinh năm 1839 ở Vương quốc Anh, đưa ra học thuyết về quyền nuôi con trong những năm đầu đời và lần đầu tiên trao cho phụ nữ quyền giám hộ con cái của họ. Các luật khác, chẳng hạn như Đạo luật về tài sản của phụ nữ đã kết hôn năm 1870 ở Vương quốc Anh và được mở rộng trong Đạo luật năm 1882, đã trở thành hình mẫu cho luật tương tự ở các lãnh thổ khác của Anh. Victoria thông qua luật năm 1884 và New South Wales năm 1889; các thuộc địa còn lại của Úc đã thông qua luật tương tự từ năm 1890 đến năm 1897. Khi bước sang thế kỷ 19, các nhà vận động tập trung chủ yếu vào việc giành quyền lực chính trị, đặc biệt là quyền bầu cử của phụ nữ, mặc dù một số nhà nữ quyền cũng đã tích cực vận động cho các quyền lợi về tình dục, sinh sản và kinh tế của phụ nữ.
Quyền bầu cử của phụ nữ (quyền bầu cử và ứng cử vào văn phòng nghị viện) bắt đầu ở các thuộc địa Úc của Anh vào cuối thế kỷ 19, với các thuộc địa tự trị của New Zealand trao cho phụ nữ quyền bầu cử vào năm 1893; Nam Úc đã tuân theo Đạo luật Sửa đổi Hiến pháp (Quyền bầu cử dành cho người trưởng thành) năm 1894. Tiếp theo đó là việc Úc trao quyền bầu cử cho phụ nữ vào năm 1902.

## Chủ giải
1. ↑  Laura Brunell và Elinor Burkett (Encyclopaedia Britannica, 2019): "Chủ nghĩa nữ quyền, niềm tin vào sự bình đẳng giới về mặt xã hội, kinh tế, và chính trị."[1]

### Đa phương tiện và tài liệu
- Feminism trên chương trình In Our Time của BBC. (Nghe tại đây)
- Early Video on the Emancipation of Women Lưu trữ ngày 25 tháng 11 năm 2011 tại Wayback Machine, phim tài liệu được ghi hình k. 1930, bao gồm các thước phim từ những năm 1890
- Tài liệu về Phong trào Giải phóng Phụ nữ ở phương Tây, Thư viện Sưu tập Đặc biệt, Đại học Duke
- Lịch sử chủ nghĩa nữ quyền tại Heritage Calling, Historic England